# Народная партия реконструкции и демократии
«Народная партия реконструкции и демократии» — политическая партия Демократической Республики Конго, созданная бывшим президентом Жозефом Кабилой.
Партия является ведущим компонентом Альянса президентского большинства, который является блоком большинства в Национальной ассамблее.

## Результаты участия в выборах

### Президентские выборы
| Год  | Партия                    | Голосов   | %     |
| ---- | ------------------------- | --------- | ----- |
| 2006 | Жозеф Кабила              | 9 436 779 | 58,05 |
| 2011 | Жозеф Кабила              | 8 880 944 | 48,95 |
| 2018 | Эмманюэль Рамазани Шадари | 4 357 359 | 23,84 |

### Выборы вНациональную ассамблею
| Год  | Голосов        | %              | Мест       |
| ---- | -------------- | -------------- | ---------- |
| 2006 | нет информации | нет информации | 111 из 500 |
| 2011 | нет информации | нет информации | 62 из 500  |
| 2018 | идёт подсчёт   | идёт подсчёт   | 108        |

### Выборы вСенат
| Год  | Голосов        | %              | Мест      |
| ---- | -------------- | -------------- | --------- |
| 2007 | нет информации | нет информации | 22 из 108 |